# Крестовая (Новгородская область)
Крестовая — деревня в Валдайском районе Новгородской области. Входит в состав Яжелбицкого сельского поселения.

## География
Деревня расположена недалеко от районного центра — Валдая.
В деревне Крестовая 04 октября 1917 года родился герой Сталинградской битвы и герой Советского Союза Павлов Яков Федотович.

### Часовой пояс
Деревня Крестовая как и вся Новгородская область, находится в часовой зоне МСК (московское время). Смещение применяемого времени относительно UTC составляет +3:00.

## Население
| 2010 |
| ---- |
| 3    |